# 林延遇
林延遇（？—956年4月15日），中国五代十国时期政权南汉的权势宦官。

## 家世和初到南汉
林延遇生年不详，闽清人，家世和成为宦官的始末不详。为人阴险多心计。
初为闽国开国之君王审知子王延钧给事。天祐十四年（917年），王延钧娶当时南汉皇帝刘䶮侄女清远公主刘华。闽国因而在南汉都城兴王府建立官邸。林延遇被派去就职，负责联络两国。刘䶮赐他大宅，赏赐很多，还常试图问他闽国之事。林延遇拒绝回答，对他人说：“在宫禁的人，怎么能离开闽就说闽事，离开越（指代南汉）就说越事？”刘䶮闻之，以为贤，任为内常侍使，使钩校诸司事。

## 效力南汉宫廷
大有八年（935年）， 当时已是闽国皇帝的王延钧被子王继鹏所弑，王继鹏夺位。林延遇闻讯，请求回闽，刘䶮不许。林延遇换丧服，朝闽国的方向哭了三天。
刘䶮子刘晟登基后，任林延遇为甘泉宫使，很倚仗信任。林延遇也仗着权势和宠爱，与宫人卢琼仙勾结，干预朝政，肆意杀戮。刘晟为保障其子储君刘继兴继位而诛杀诸弟之举，都是出自林延遇的谋划。如高王刘弘邈即系于乾和十二年（954年）被刘晟派林延遇赐鸩杀害。
十四年（956年），林延遇病，推荐内给事龚澄枢自代，卒。龚澄枢因而得以被越次提拔。南汉人闻林延遇死，都互相抚掌庆贺。

## 评价
- 《十国春秋》评价林延遇“阴狡善谋”。